# Can Alak
Can Alak (* 7. März 1999) ist ein österreichischer Fußballspieler.

## Karriere
Alak begann seine Karriere beim FC Zirl. Im April 2009 wechselte er in die Jugend des FC Wacker Innsbruck. Zur Saison 2009/10 kehrte er wieder nach Zirl zurück. Zur Saison 2013/14 kam er in die AKA Tirol, in der er bis zum Ende der Saison 2016/17 sämtliche Altersstufen durchlief. Bereits ab der Saison 2014/15 kam er für seinen Stammklub Zirl zum Einsatz, zunächst noch für die Reserve, ab der Saison 2015/16 dann für die fünftklassige Kampfmannschaft. Mit Zirl gelang ihm 2016 der Aufstieg in die Tiroler Liga, 2019 folgte der Aufstieg in die Tiroler Regionalliga, aus der sich der Verein nach Abbruch der Saison 2019/20 allerdings wieder zurückzog. In sechs Spielzeiten kam er zu 97 Ligaeinsätzen für die erste Mannschaft der Zirler, in denen er 19 Tore erzielte.
Zur Saison 2021/22 wechselte Alak leihweise zum Regionalligisten SV Telfs. Für Telfs kam er bis zur Winterpause zu 17 Einsätzen in der Tiroler Regionalliga, in denen er ebenso viele Tore erzielte. Damit war er bis zur Winterpause bester Torschütze der Liga. Daraufhin wurde er im Jänner 2022 leihweise vom Zweitligisten SK Vorwärts Steyr verpflichtet, der sich zudem eine Kaufoption sicherte. Sein Debüt in der 2. Liga gab der Offensivspieler im Februar 2022, als er am 16. Spieltag der Saison 2021/22 gegen den SV Horn in der Startelf stand. Bei seinem Debüt, das 2:2-Remis endete, erzielte er mit dem Treffer per Elfmeter zum Endstand auch prompt sein erstes Zweitligator. Während der Leihe kam er zu 14 Einsätzen, ein weiteres Tor gelang ihm aber nicht.
Nach dem Ende der Leihe kehrte er zur Saison 2022/23 zum inzwischen nur noch fünftklassigen FC Zirl zurück. Für Zirl spielte er achtmal in der Landesliga und traf dabei auch ebenso oft. Im Jänner 2023 verließ er die Tiroler endgültig und wechselte zum Regionalligisten ASV Siegendorf. Für Siegendorf kam er zu sechs Einsätzen in der Regionalliga Ost, aus der er mit dem Team aber abstieg. Zur Saison 2023/24 wechselte er dann in die Regionalliga West zur SPG Silz/Mötz.